# Kenny Drew
Kenneth « Kenny » Sidney Drew, né le 28 août 1928 – mort le 4 août 1993, est un pianiste de jazz américain.

## Biographie
Né à New York, il enregistre d'abord avec Howard McGhee en 1949 et les deux années qui suivent avec Buddy DeFranco, Coleman Hawkins, Milt Jackson, Charlie Parker, Buddy Rich et Dinah Washington. Dans les années 1950 il enregistre aussi sous son nom et apparaît sur le légendaire album de John Coltrane Blue Train.
Comme de nombreux autres jazzmen américains qui sont venus en Europe, Kenny Drew emménage au Danemark en 1961 : il sacrifie son succès américain d'alors, mais trouve la renommée partout en Europe. Il était bien connu de la scène danoise et a beaucoup enregistré avec le bassiste danois Niels-Henning Ørsted Pedersen.
Il décède en 1993 et est enterré au cimetière Assistens de Copenhague.
Son fils Kenny Drew, Jr. est aussi pianiste de jazz.

## Discographie

### En tant que leader
- 1953: New Faces, New Sounds (en) (Blue Note)
- 1954: Kenny Drew and His Progressive Piano (en) (Norgran); aussi sorti comme The Modernity of Kenny Drew et The Ideation of Kenny Drew
- 1955: Talkin' & Walkin' (en)' (Jazz: West)
- 1956: Embers Glow (Jazz: West) avec Jane Fielding
- 1956: Kenny Drew Trio (en) (Riverside)
- 1957: A Harry Warren Showcase (en) (Judson)
- 1957: A Harold Arlen Showcase (en) (Judson)
- 1957: I Love Jerome Kern (en) (Riverside)
- 1957: This Is New (en) (Riverside)
- 1957: Pal Joey (en) (Riverside)
- 1960: Undercurrent (en) (Blue Note)
- 1973: Duo (en) (SteepleChase) avec Niels-Henning Ørsted Pedersen
- 1973: Everything I Love (en) (SteepleChase)
- 1974: Duo 2 (en) (SteepleChase) avec NHØP
- 1974: Dark Beauty (en) (SteepleChase)
- 1974: If You Could See Me Now (en) (SteepleChase)
- 1974: Duo Live in Concert (en) (SteepleChase) avec NHØP
- 1975: Morning (en) (SteepleChase)
- 1977: In Concert (SteepleChase) (en)
- 1977: Lite Fite (en) (SteepleChase)
- 1977: Ruby, My Dear (en) (SteepleChase)
- 1978: Home Is Where the Soul Is (en) (Xanadu)
- 1978: For sure! (en) (Xanadu)
- 1981: It Might as Well Be Spring (en) (Soul Note)
- 1981: Havin' Myself a Time (Soul Note) avec Kim Parker
- 1981: Your Soft Eyes (en) (Soul Note)
- 1982: Playtime: Children's Songs by Kenny Drew and Mads Vinding (Metronome) avec Mads Vinding
- 1982: The Lullaby (Baystate)
- 1982: Moonlit Desert (Baystate)
- 1983: Swinin' Love (Baystate)
- 1983: And Far Away (en) (Soul Note)
- 1983: Fantasia (Baystate)
- 1984: Trippin' (Baystate)
- 1985: By Request (Baystate)
- 1985: By Request II (Baystate)
- 1986: Elegy (Baystate)
- 1987: Dream (Baystate)
- 1989: Recollections (Timeless) avec NHØP, Alvin Queen
- 1993: At the Brewhouse (Storyville) avec NHØP, Alvin Queen
- 1996: Solo-Duo (en) (Storyville) avec NHØP, Bo Stief

### En tant que sideman
Avec Gene Ammons
- Goodbye (Prestige, 1974)

Avec Svend Asmussen
- Prize/Winners (1978)

Avec Chet Baker
- (Chet Baker Sings) It Could Happen to You (1958)

Avec Art Blakey
- Originally (Columbia, 1956 [1982])

Avec Tina Brooks
- Back to the Tracks (Blue Note, 1960)
- The Waiting Game (Blue Note, 1961)

Avec Clifford Brown
- Best Coast Jazz (EmArcy, 1954)
- Clifford Brown All Stars (EmArcy, 1954 [1956])

Avec Benny Carter
- Summer Serenade (Storyville, 1980 [1982])

Avec Paul Chambers
- Chambers' Music (Jazz:West, 1956)

Avec John Coltrane
- High Step (Blue Note, 1956 [1975])
- Blue Train (Blue Note, 1957)

Avec Ted Curson
- Plenty of Horn (Old Town, 1961)

Avec Eddie "Lockjaw" Davis
- All of Me (SteepleChase, 1983)

Avec Buddy DeFranco
- Mr. Clarinet avec Art Blakey (ds), Milt Hinton (b), (Norgran, 1953)

Avec Kenny Dorham
- Showboat (Time, 1960)
- Whistle Stop (Blue Note, 1961)

Avec Teddy Edwards
- Out of This World (SteepleChase, 1980)

Avec Art Farmer
- Farmer's Market (New Jazz, 1956)
- Manhattan (Soul Note, 1981)

Avec Dizzy Gillespie
- The Giant (America, 1973)
- The Source (America, 1973)

Avec Dexter Gordon
- Daddy Plays the Horn (1955)
- Dexter Calling... (Blue Note, 1961)
- One Flight Up (Blue Note, 1964)
- Loose Walk (SteepleChase 1965)
- Misty (SteepleChase, 1965)
- Heartaches (SteepleChase, 1965)
- Ladybird (SteepleChase, 1965)
- Stella by Starlight (SteepleChase, 1966)
- The Squirrel (Blue Note, 1967)
- Both Sides of Midnight (Black Lion, 1967)
- Body and Soul (Black Lion, 1967)
- Take the "A" Train (Black Lion, 1967)
- A Day in Copenhagen (MPS, 1969) avec Slide Hampton
- Some Other Spring (Sonet, 1970) avec Karin Krog
- The Apartment (SteepleChase, 1975)
- Swiss Nights Vol. 1 (SteepleChase, 1975 [1976])
- Swiss Nights Vol. 2 (SteepleChase, 1975 [1978])
- Swiss Nights Vol. 3 (SteepleChase, 1975 [1979])

Avec Grant Green
- Sunday Mornin' (Blue Note, 1961)

Avec Johnny Griffin
- Blues for Harvey (SteepleChase, 1973)

Avec Ernie Henry
- Presenting Ernie Henry (Riverside, 1956)

Avec Ken McIntyre
- Hindsight (SteepleChase, 1974)
- Open Horizon (SteepleChase, 1976)

Avec Jackie McLean
- Jackie's Bag (Blue Note, 1960)
- Bluesnik (Blue Note, 1961)
- Live at Montmartre (SteepleChase, 1972)
- A Ghetto Lullaby (SteepleChase, 1974)
- The Meeting (SteepleChase, 1974) avec Dexter Gordon
- The Source (SteepleChase, 1974) avec Dexter Gordon

Avec Ray Nance
- Huffin'n'Puffin' (1971)

Avec Rita Reys
- The Cool Voice of Rita Reys (Columbia, 1956)

Avec Sonny Rollins
- Sonny Rollins with the Modern Jazz Quartet (Prestige, 1951)
- Tour de Force (Prestige, 1956)
- Sonny Boy (Prestige, 1956 [1961])

Avec Sonny Stitt
- Kaleidoscope (Prestige, 1950 [1957])
- Stitt's Bits (Prestige, 1950 [1958])

Avec Toots Thielemans
- Man Bites Harmonica! (Riverside, 1957)

Avec Ben Webster
- Stormy Weather (1970)
- Sunday Morning At The Montmartre (1977)